# Sălcioara, Călărași
Sălcioara este un sat în comuna Curcani din județul Călărași, Muntenia, România. Este așezat pe marginea DN4 București–Oltenița, la 15 km de Oltenița, respectiv 49 km de București.